# HMS Dartmouth (könnyűcirkáló)
A HMS Dartmouth a Brit Királyi Haditengerészet Town-osztályú könnyűcirkálója volt. A hajót a Vickers Limited hajógyárában készítették, ahonnan 1910. december 14-én bocsátották vízre. A könnyűcirkáló a Weymouth alosztály tagja volt.
Az első világháború kitörésekor a Dartmouth az Indiai-óceán keleti vizeinél állomásozott. Ez év októberében a cirkáló elfoglalta a német Adjutant vontatóhajót. 1915 januárjában a Dartmouthot áthelyezték a Nagy Flotta 2. könnyűcirkáló rajához, de attól külön, az Atlanti-óceán déli vizein teljesített szolgálatot, ahol azt a feladatot kapta, hogy keresse meg a kereskedelmi hajókra vadászó SMS Karlsruhét. 1915 februárjában a brit hajó a Dardanelláknál szolgált, ahol a szövetségesek Gallipoli-i partraszállását támogatta. 1915 májusában ismét áthelyezték, ezúttal a Brindisiben állomásozó 8. könnyűcirkáló rajhoz. Május 14-én éjjel, a hajó részt vett az otrantói csatában. 1915. december 28-án és 29-én testvérhajójával, a HMS Weymouth-tal együtt részt vett a durazzói csatában is. 1917. május 15-én az otrantói csatában megsérült, miután egy UC-25 tengeralattjáró torpedója eltalálta.
A Dartmouthot később megjavították, és a háborút is túlélte. 1930. december 13-án a hajót ócskavasként eladták a Metal Industries-nak.